# 上原 (澀谷區)
上原（日语：／ Uehara */?）是東京都澀谷區的町名。2013年9月30日為止的人口有9,306人。郵遞區號為151-0064。

## 地理
屬東京都澀谷區代代幡地域。北端與東端以小田急鐵路路廊為界。此地位於澀谷區代代幡地域西部，鄰接目黑區（駒場）、世田谷區（北澤）。

## 歷史

### 地名由來
相較於位在宇田川溪谷的代代木本村（元代代木），此地地勢較高、地形平坦，稱為「上原」。

## 交通

### 道路
- 東京都道413號赤坂杉並線（井之頭通）
- 東京都道420號鮫洲大山線
- 仲通商店街

## 設施
設施
- 日本音樂著作權協會
- 東京清真寺（東京ジャーミイ）
- 澀谷區立富谷圖書館
- 澀谷區立上原社會教育館
- 象牙海岸大使館

公園
- 上原公園
- 上原兒童遊園地
- 上原二丁目兒童遊園地
- 上原三丁目兒童遊園地

教育
- 澀谷區立上原中學校
- 澀谷區立上原小學校
- 澀谷區立富谷小學校

機關
- 代代木警察署－管轄周邊地區。（所在地：本町）
- 澀谷消防署－管轄周邊地區。（所在地：神南）

## 備註
1. ↑  .   [2013-10-16]. （原始内容存档于2013-10-13）.

## 外部連結
- 澀谷區官方網站 （页面存档备份，存于）